# Бэрроу, Нита
Дама Рут Нита Бэрроу (англ. Dame Ruth Nita Barrow, 15 ноября 1916, Сент-Люси, Барбадос, колония Наветренные острова, Великобритания — 19 декабря 1995, Бриджтаун, Барбадос) — барбадосский государственный деятель, генерал-губернатор Барбадоса (1990—1995).

## Биография
Родилась в семье политических и гражданских активистов. Её отец, англиканский священник, был снят со своей должности на острове Санта-Крус из-за его спорных проповедей, направленных против расизма и социального расслоения. Была сестрой первого премьер-министра независимого Барбадоса Эррола Барроу. Её дядя, доктор Чарльз Дункан О’Нил, был основателем Демократической лиги Барбадоса и одним из десяти Национальных героев Барбадоса.
Выбрала профессию медицинской сестры. Своё образование начала на Барбадосе и продолжила в Университетах Торонто и Эдинбурга; затем — в Колумбийском университете. Начала свою карьеру в качестве медсестры и акушерки.
- 1956—1963 гг. — главная медицинская сестра Ямайки (principal nursing officer for Jamaica),
- 1964—1971 гг. — советник по вопросам ухода Панамериканской организации здравоохранения,
- 1971—1980 гг. — медицинский комиссар,
- 1983—1991 гг. — президент Североамериканского отделения Всемирного совета церквей, одновременно в 1983 г. исполняла обязанности президента Всемирного совета церквей,
- 1986—1990 гг. — постоянный представитель Барбадоса при ООН.

Также являлась президентом Христианской молодежной женской организации (1975—1983), консультантом Всемирной организации здравоохранения (1981—1986), президентом Международного совета по образованию взрослых (1982—1990).
В 1987 г. она была награждена женской премией КАРИКОМ за личный вклад в женское движение стран Карибского бассейна. В 1980 г. стала Дамой Святого Андрея, в 1990 г. стала Дамой Большого креста Ордена Святого Михаила и Святого Георгия.
В 1990 г. была назначена генерал-губернатором Барбадоса.